# Campeonato Mundial de Taekwondo de 2005
El XVII Campeonato Mundial de Taekwondo se realizó en Madrid (España) entre el 12 y el 17 de abril de 2005 bajo la organización de la Federación Mundial de Taekwondo (WTF) y la Federación Española de Taekwondo.
En el evento tomaron parte 748 atletas de 114 delegaciones nacionales. Las competiciones se desarrollaron en el Palacio de Deportes de la Comunidad de Madrid.

## Medallistas

### Masculino
| Evento | Oro                              | Plata                          | Bronce                                                        |
| ------ | -------------------------------- | ------------------------------ | ------------------------------------------------------------- |
| –54 kg | Kim Jin-Hee Corea del Sur        | Feizollah Nafyam Irán          | Seifula Magomedov · Rusia · Gerardo Rodríguez Pinzón · México |
| –58 kg | Ko Seok-Hwa Corea del Sur        | Behzad Jodadad Kanyobeh Irán   | Ussadate Sutthikunkarn Tailandia Dinh Thanh Long Vietnam      |
| –62 kg | Kim Jae-Sik Corea del Sur        | Márcio Wenceslau · Brasil      | Kıvanç Dinçsalman Turquía Ilan Goldschmidt Israel             |
| –67 kg | Mark López Estados Unidos        | Song Myeong-Seob Corea del Sur | Dennis Bekkers · Países Bajos · Aritz Itxisoa · España        |
| –72 kg | Hadi Saei Bonehkohal Irán        | Alan Akoyev · Rusia            | Takahino Niimi Japón Carlos Vásquez Carvajal Venezuela        |
| –78 kg | Steven López Estados Unidos      | Ali Tayik Irán                 | Rosendo Alonso Tapia · España · Daniel Jukic · Australia      |
| –84 kg | Oh Seon-Taek Corea del Sur       | Jon García Aguado · España     | Yusef Karami Irán Bruno Ntep Francia                          |
| +84 kg | Rubén Montesinos Gimeno · España | Abdelkader Zruri Marruecos     | Leonardo Basile · Italia · Heo Jun-Nyung · Corea del Sur      |

### Femenino
| Evento | Oro                            | Plata                           | Bronce                                                                 |
| ------ | ------------------------------ | ------------------------------- | ---------------------------------------------------------------------- |
| –47 kg | Ana Belén Asensio · España     | Yoo Eun-Young Corea del Sur     | Sümeyye Güleç · Alemania · Mandy Meloon · Estados Unidos               |
| –51 kg | Wang Ying China                | Brigitte Yagüe Enrique · España | Nevena Lukić · Austria · Daynellis Montejo · Cuba                      |
| –55 kg | Kim Bo-Hye Corea del Sur       | Zeynep Murat Turquía            | Eman Helmy · Egipto · Orphée Ladouceur-Nguyen · Canadá                 |
| –59 kg | Diana López Estados Unidos     | Kim Sae-Rom Corea del Sur       | Bineta Diedhiou · Senegal · Karine Sergerie · Canadá                   |
| –63 kg | Edna Díaz · México             | Su Li-Wen China Taipéi          | Carmen Marton Australia Chonnapas Premwaew Tailandia                   |
| –67 kg | Hwang Kyung-Seon Corea del Sur | Gwladys Épangue Francia         | Ibone Lallana · España · Sandra Šarić · Croacia                        |
| –72 kg | Natália Falavigna · Brasil     | Sarah Stevenson Reino Unido     | Aitziber Los Arcos Saralegui · España · Jung Sun-Young · Corea del Sur |
| +72 kg | Sin Kyung-Hyen Corea del Sur   | Ineabella Díaz Puerto Rico      | Liu Rui · China · Laurence Rase · Bélgica                              |

## Medallero
| Núm. | País           | Oro | Plata | Bronce | Total |
| ---- | -------------- | --- | ----- | ------ | ----- |
| 1    | Corea del Sur  | 7   | 3     | 2      | 12    |
| 2    | Estados Unidos | 3   | 0     | 1      | 4     |
| 3    | España         | 2   | 2     | 4      | 8     |
| 4    | Irán           | 1   | 3     | 1      | 5     |
| 5    | Brasil         | 1   | 1     | 0      | 2     |
| 6    | China          | 1   | 0     | 1      | 2     |
| 6    | México         | 1   | 0     | 1      | 2     |
| 8    | Francia        | 0   | 1     | 1      | 2     |
| 8    | Turquía        | 0   | 1     | 1      | 2     |
| 8    | Rusia          | 0   | 1     | 1      | 2     |
| 11   | China Taipéi   | 0   | 1     | 0      | 1     |
| 11   | Marruecos      | 0   | 1     | 0      | 1     |
| 11   | Puerto Rico    | 0   | 1     | 0      | 1     |
| 11   | Reino Unido    | 0   | 1     | 0      | 1     |
| 15   | Australia      | 0   | 0     | 2      | 2     |
| 15   | Canadá         | 0   | 0     | 2      | 2     |
| 15   | Tailandia      | 0   | 0     | 2      | 2     |
| 18   | Alemania       | 0   | 0     | 1      | 1     |
| 18   | Austria        | 0   | 0     | 1      | 1     |
| 18   | Bélgica        | 0   | 0     | 1      | 1     |
| 18   | Croacia        | 0   | 0     | 1      | 1     |
| 18   | Cuba           | 0   | 0     | 1      | 1     |
| 18   | Egipto         | 0   | 0     | 1      | 1     |
| 18   | Israel         | 0   | 0     | 1      | 1     |
| 18   | Italia         | 0   | 0     | 1      | 1     |
| 18   | Japón          | 0   | 0     | 1      | 1     |
| 18   | Países Bajos   | 0   | 0     | 1      | 1     |
| 18   | Senegal        | 0   | 0     | 1      | 1     |
| 18   | Venezuela      | 0   | 0     | 1      | 1     |
| 18   | Vietnam        | 0   | 0     | 1      | 1     |
|      | TOTAL          | 16  | 16    | 32     | 64    |